# Gregor I. Razsvetitelj
Gregor I. Razsvetitelj (klasično armensko: Գրիգոր Լուսաւորիչ, reformirano: Գրիգոր Լուսավորիչ, Grigor Lusavorich) (ok. 257 – ok. 331) je zavetnik in prvi uradni vodja Armenske apostolske cerkve. Bil je verski voditelj in je bil leta 301 zaslužen, da so se Armenci spreobrnili iz poganstva v krščanstvo. Armenci so tako postali prvi narod, ki je krščanstvo sprejel kot svojo uradno religijo.

## Začetki
Gregor je bil sin  armenskih partskih plemičev  Anaka Partskega in Okohe. Njegov oče Anak je bil princ, ki naj bi bil povezan z arsakidskimi kralji Armenije  ali pa je bil iz hiše Suren, ene od sedmih vej vladajoče dinastije Arsakidov  Sakastana.  Anaka so obtožili atentata na Khosrova II., enega od kraljev rodbine Arsakidov in ga usmrtili. Gregor se je s pomočjo svojih skrbnikov Sopije in Jevtaga komaj izognil usmrtitvi. Odpeljali so ga v Cezarejo v Kapadokijo, kjer sta ga Sopija in Jevtag vzgajala. Gregorja so dali krščanskemu svetemu očetu Firmilijanu (Evtaliju), da ga je izobraževal in je bil vzgojen kot pobožen kristjan.
V starosti se je Gregor poročil z ženo Mirijam, pobožno kristjanko, ki je bila hči armenskega krščanskega princa v Kapadokiji. V zvezi je Mirijam Gregorju rodila dva otroka, sinova Vrtana in Aristaka. prek Vrtana sta Gregor in Mirijam imela nadaljnje potomce. Ko je Gregor umrl, ga je nasledil Aristak. V nekem trenutku sta se Mirijam in Gregor ločila, da bi lahko Gregor zaživel samostansko življenje. Zapustil je Kapadokijo in odšel v Armenijo v upanju, da se odkupi za očetov zločin z evangelizacijo svoje domovine.
Takrat je kraljeval Tiridat III., sin pokojnega kralja Khosrova II. Deloma zato, ker je bil Gregor sin očetovega sovražnika, je zanj odredil zapor za dvanajst (nekateri viri navajajo štirinajst) let v jami na Araratski planoti pod današnjo cerkvijo Khor Virap, v bližini zgodovinskega mesta Artašat v Armeniji. Okoli leta 297 je bil Gregor poklican iz svoje jame, da bi povrnil zdravje Tiridatu III., ki je izgubil razum, potem ko ga je izdal rimski cesar Dioklecijan. Dioklecijan je napadel Veliko Armenijo in zasedel obsežno ozemlje njenih zahodnih provinc, ki so postale rimski protektorati.

## Izjava o krščanstvu v Armeniji
Leta 301 je Gregor krstil Tiridata III. skupaj s člani kraljevega dvora in višjega razreda kot kristjane. Tiridat III. je izdal ukaz, s katerim je dodelil Gregorju popolne pravice za začetek spreobrnjenja celotnega naroda v krščansko vero. Istega leta je Armenija postala prva država, ki je sprejela krščanstvo kot svojo državno vero . Novozgrajena stolnica, matična cerkev v Ečmiadzinu, je postala in ostaja duhovno in kulturno središče armenskega krščanstva in središče Armenske apostolske cerkve. Večina Armencev je bila krščena v rekah Arakani (zgornji Evfrat) in Jerašk (Aras). Dva kneza iz Ujdžaina v Indiji v Armeniji leta 175 pr. n. št. ustanovila veliko kraljestvo in 22 mest na ozemlju večine sodobne Armenije, vključno z dvema hindujskima templjema, ki sta bila posvečena Gisanu in Demetru. Po poročanju Zenoba Glaka , enega prvih učencev Gregorja Razsvetitelja, so bili templji uničeni in duhovniki ubiti skupaj s 1038 zagovorniki napada, ki ga je naročil Gregor.
Številni predkrščanski (tradicionalni indoevropski) festivali in praznovanja, kot sta tiarndarač (trndez, povezan s čaščenjem ognja) in vartavar (vardavar, povezan s čaščenjem vode), so se ohranili in nadaljevali tisočletja v obliki krščanskih praznovanj in psalmov. Leta 302 je Gregor prejel posvečenje kot armenski katolikos od Leontija iz Cezareje  svojega prijatelja iz otroštva.

## Upokojitev in smrt
Leta 318 je Gregor imenoval svojega drugega sina Aristaka za naslednjega katolikosa po vrsti svete Apostolske cerkve v Armeniji, da se stabilizira in nadaljuje krepitev krščanstva ne samo v Armeniji, temveč tudi na Kavkazu. Gregor je prav tako postavil in poučil svojega vnuka Gregorja (enega od Vrtanovih sinov), ki je bil zadolžen za misijone pri narodih in plemenih celotnega Kavkaza in kavkaške Albanije; mlajšega moškega je fanatična mafija mučila med pridiganjem v Albaniji.
V poznejših letih se je Gregor umaknil v majhno svetišče blizu gore Sebuha (gora Sepuh) v provinci Daranali (Manyats Ayr, Zgornja Armenija) z majhnim samostanom menihov, kjer je ostal do svoje smrti.

## Čaščenje
Po smrti so njegovo truplo prenesli v vasico Todanum (T'ordan, sodobni Doğanköj, blizu Erzincana). Njegovi posmrtni ostanki so bili raztreseni blizu in daleč v času vladavine vzhodnorimskega cesarja Zenona. Verjame se, da je njegova glava zdaj v Armeniji, leva roka pri Ečmiadzinu, desna pa pri Svetem sedežu Kilikije v Atelijah v Libanonu. V 8. stoletju so ikonoklastični odloki v Grčiji povzročili, da so številni verski redovi zapustili Bizantinsko cesarstvo in poiskali zatočišče drugje. Cerkev in samostan San Gregorio Armeno v Neaplju sta bila v tistem stoletju zgrajena nad ostanki rimskega templja, posvečenega Cereri, s skupino redovnic, ki so z relikvijami Gregorja pobegle iz bizantinskega cesarstva.
Gregorju Razsvetitelju pripisujejo številne molitve in približno trideset kanoničnih hvalnic armenske cerkve. Njegove pridige so se prvič pojavile v delu, imenovanem Haschacnapadum v Konstantinoplu leta 1737; stoletje zatem so mehitaristi v Benetkah objavili grški prevod in od takrat jih je v nemščini uredil J. M. Schmid (Ratisbon, 1872). Izvorni podatki za Gregorjevo življenje so Agathangelos, čigar Zgodovino Tiridatov so mehitaristi objavili leta 1835; Mojses Khorenaci, Historiae Armenicae in Simeon Metaprast.
Življenje Gregorja Vartabeda Mateja je bilo v Benetkah leta 1749 objavljeno v armenskem jeziku, v angleščino pa ga je prevedel velečasni oče Malan (1868). Pravoslavna cerkev se 30. septembra spominja Gregorja, ki ga imenuje svetomučenik Gregor, škof Velike Armenije, enak armenskim apostolom in razsvetljencem. Počaščen je s praznikom 23. marca po liturgičnem koledarju škofovske cerkve (ZDA).

## Galerija
- Ečmiadzinska stolnica
- Mozaična ikona Gregorja Razsvetitelja, 14. stol. (cerkev Pamakaristos, Carigrad)
- Desna roka Gregorja Razsvetitelja v muzeju svete Matere Kilikije v Anteliasu, Libanon